# Everybody's Talkin'
Everybody's Talkin' è un singolo del cantante statunitense Fred Neil, pubblicato nel luglio 1968 ed estratto dall'album Fred Neil.

## Descrizione
La titletrack era già stata pubblicata nel 1966 da Fred Neil nell'album omonimo.

## Tracce
1. Everybody's Talkin' – 2:43
2. That's The Bag I'm In – 3:33

Durata totale: 6:16

## Cover
Il brano conta innumerevoli cover realizzate nel corso degli anni. Il portale tematico SecondHandSongs ne riporta un elenco di ben 186 versioni e 11 adattamenti, realizzati a partire dalla versione originale di Fred Neil del 1967 fino ai nostri giorni.
- La cover più nota è senz'altro quella di Harry Nilsson pubblicata come singolo omonimo estratto dall'album Aerial Ballet nel 1968.
- Nel 1970 Gian Pieretti l'ha tradotto in italiano con il titolo Ha gli occhi chiusi la città e la sua versione è stata lanciata da Gianni Morandi e inclusa nell'album Gianni 6.
- Nel 1971 Bill Withers ne pubblica una sua versione all'interno dell'album Just as I am
- Molto nota è anche la versione incisa dal vivo, nel 1975, dal musicista texano Stephen Stills e inserita nell'album Stephen Stills Live pubblicato nel dicembre di quell'anno.